# サム・ヒル
サム・ヒル（Sam Hill、1985年7月21日 - ）は、オーストラリア、ヴィヴィーシュ出身の自転車競技・ダウンヒル(DHI)選手。
本名であるサムエル・ヒル（Samuel Hill）表記もよく使用されている。

## 来歴
2002年
- マウンテンバイク世界選手権・ジュニア部門 DHI 優勝

2003年
- マウンテンバイク世界選手権・ジュニア部門 DHI 優勝

2004年
- マウンテンバイク世界選手権・DHI 3位
- マウンテンバイクワールドカップ・DHI 総合2位

2005年
- マウンテンバイク世界選手権・DHI 2位
- マウンテンバイクワールドカップ・DHI 総合2位

2006年
- マウンテンバイク世界選手権・DHI 優勝
- マウンテンバイクワールドカップ・DHI 総合2位

2007年
- マウンテンバイク世界選手権・DHI 優勝
- マウンテンバイクワールドカップ・DHI 総合優勝

2008年
- マウンテンバイク世界選手権・DHI 3位
- マウンテンバイクワールドカップ・DHI 総合2位

2009年
- マウンテンバイクワールドカップ・DHI 総合優勝

2010年
- マウンテンバイク世界選手権・DHI 優勝